# Manteigas
Manteigas – miejscowość w Portugalii, leżąca w dystrykcie Guarda, w regionie Centrum w podregionie Beira Interior Norte. Miejscowość jest siedzibą gminy o tej samej nazwie.

## Demografia
| Liczba ludności gminy Manteigas (1801–2011) | Liczba ludności gminy Manteigas (1801–2011) | Liczba ludności gminy Manteigas (1801–2011) | Liczba ludności gminy Manteigas (1801–2011) | Liczba ludności gminy Manteigas (1801–2011) | Liczba ludności gminy Manteigas (1801–2011) | Liczba ludności gminy Manteigas (1801–2011) | Liczba ludności gminy Manteigas (1801–2011) | Liczba ludności gminy Manteigas (1801–2011) | Liczba ludności gminy Manteigas (1801–2011) |
| ------------------------------------------- | ------------------------------------------- | ------------------------------------------- | ------------------------------------------- | ------------------------------------------- | ------------------------------------------- | ------------------------------------------- | ------------------------------------------- | ------------------------------------------- | ------------------------------------------- |
| 1801                                        | 1849                                        | 1900                                        | 1930                                        | 1960                                        | 1981                                        | 1991                                        | 2001                                        | 2004                                        | 2011                                        |
| 2 000                                       | 2 632                                       | 4 134                                       | 4 080                                       | 5 276                                       | 4 493                                       | 4 192                                       | 3 833                                       | 3 900                                       | 3 430                                       |

## Sołectwa
Sołectwa gminy Manteigas (ludność wg stanu na 2011 r.):
- Sameiro - 343 osoby
- Santa Maria - 1418 osób
- São Pedro - 1446 osób
- Vale de Amoreira - 223 osoby